# Stern John
Stern Christopher James John (Trincity, Trinidad y Tobago, 30 de octubre de 1976) es un exfutbolista trinitense que jugaba como delantero, su último equipo fue el Central FC de su país natal. Actualmente es el entrenador de la Selección de Santa Lucía.

## Trayectoria como jugador
Columbus Crew 
John El Basado se mudó en 1995 a Estados Unidos y en 1998 ingresó con el Columbus Crew de la Major League Soccer, donde metió 26 goles en esa temporada logrando la bota de oro. Ahí jugaría con su compañero de selección Ansil Elcock, jugaría una temporada más con el equipo.
 Nottingham Forest 
Luego de su buen desempeño en Estados Unidos, el Nottingham Forest de la Football League First Division, segunda categoría del fútbol inglés, jugó 80 partidos y anotó 20 goles.
 Birmingham City 
En 2002 es fichado con el Birmingham City F.C. en esa misma división, clasificó con el equipo en los playoffs de ascenso donde anotó en el minuto 90 el gol clasificatorio a la final la cual la ganó ante el Norwich City ascendiendo a la Premier League donde jugaría 2 temporadas hasta 2004.
 Coventry City 
En 2004 pasa con el Coventry City de la recién creada EFL Championship que pasó a ser la segunda categoría del fútbol inglés, jugó de 2004 a 2007 anotando 26 goles.
 Derby County 
Para la temporada 2005-06 jugó en modo de préstamo con el Derby County donde jugó 7 partidos.
 Sunderland 
Terminando el mundial del 2006 y en la temporada 2006-07 aun jugando con el Coventry City, ficha con el Sunderland AFC de la EFL Championship y dirigidos en ese entonces por el exfutbolista irlandés Roy Keane, ascendió en 2007 a la Premier League donde jugaría un partido.
 Southampton 
Para la temporada 2007-08 jugaría con el Southampton Football Club de la EFL Championship jugando una temporada y anotando 19 goles, jugando con su compañero de selección Kenwyne Jones.
 Bristol City 
En 2008 se va en modo préstamo con el Bristol City de la EFL Championship donde anotaría 2 goles.
 Crystal Palace 
En 2009 ficha con el Crystal Palace, de la EFL Championship, por una temporada.
 Ipswich Town 
En 2009 ficha en préstamo con el Ipswich Town donde jugaría 7 partidos y compartiría el campo con su compañero Carlos Edwards.
 North East Stars 
En 2011 regresa a su país para jugar en la TT Pro League, con el North East Stars, por una temporada
 Solihull Moors 
En 2012 regresa a Inglaterra, esta vez para jugar con el Solihull Moors donde jugaría muy poco.
 WASA FC 
En 2014 John regresa de nuevo a su país esta vez para jugar con el WASA F.C. en la liga semiprofesional TT Super League
 Central FC 
En 2016, John juega una temporada en la TT Pro League con el Central FC retirándose en 2017.

## Trayectoria como entrenador
Desde 2017 dirige al Central FC de su país, equipo donde se retiró.

## Selección nacional
Fue internacional con la Selección de fútbol de Trinidad y Tobago, hizo su debut en un partido amistoso contra Finlandia el 15 de febrero de 1995, jugó 109 partidos internacionales y anotó 70 goles convirtiéndose en el máximo goleador en su selección. Fue reconocido en 2002 con el premio del futbolista del año en Trinidad y Tobago.

### Participaciones en Copas del Mundo
| Mundial                        | Sede     | Resultado    | Partidos | Goles |
| ------------------------------ | -------- | ------------ | -------- | ----- |
| Copa Mundial de Fútbol de 2006 | Alemania | Primera fase | 3        | 0     |

### Participaciones en Copas de Oro
| Copa                  | Sede                  | Resultado             | Partidos | Goles | Prom. |
| --------------------- | --------------------- | --------------------- | -------- | ----- | ----- |
| Copa de Oro 1998      | Estados Unidos        | Primera fase          | 2        | 2     | 1,00  |
| Copa de Oro 2002      | Estados Unidos        | Primera fase          | 2        | 1     | 0,50  |
| Copa de Oro 2005      | Estados Unidos        | Primera fase          | 3        | 0     | 0,00  |
| Total en Copas de Oro | Total en Copas de Oro | Total en Copas de Oro | 7        | 3     | 0,43  |

## Estadísticas
| Club                                                                               | Div.          | Temporada     | Liga  | Liga  | Copas (1) | Copas (1) | Internacional (2) | Internacional (2) | Total (3) | Total (3) | Promedio |
| Club                                                                               | Div.          | Temporada     | Part. | Goles | Part.     | Goles     | Part.             | Goles             | Part.     | Goles     | Promedio |
| ---------------------------------------------------------------------------------- | ------------- | ------------- | ----- | ----- | --------- | --------- | ----------------- | ----------------- | --------- | --------- | -------- |
| Columbus Crew Estados Unidos                                                       |               |               |       |       |           |           |                   |                   |           |           |          |
| 1.ª                                                                                | 1998          | 32            | 29    | 3     | 1         | —         | —                 | 35                | 30        | 0,86      |          |
| 1.ª                                                                                | 1999          | 33            | 23    | 2     | 2         | —         | —                 | 35                | 25        | 0,71      |          |
| Total club                                                                         | Total club    | 65            | 52    | 5     | 3         | 0         | 0                 | 70                | 55        | 0,79      |          |
| Nottingham Forest Inglaterra                                                       |               |               |       |       |           |           |                   |                   |           |           |          |
| 1.ª                                                                                | 1999-00       | 17            | 3     | 3     | 0         | —         | —                 | 20                | 3         | 0,15      |          |
| 1.ª                                                                                | 2000-01       | 29            | 2     | 3     | 1         | —         | —                 | 32                | 3         | 0,09      |          |
| 1.ª                                                                                | 2001-02       | 26            | 13    | 2     | 1         | —         | —                 | 44                | 22        | 0,50      |          |
| Total club                                                                         | Total club    | 72            | 18    | 8     | 2         | 0         | 0                 | 80                | 20        | 0,25      |          |
| Birmingham City Inglaterra                                                         |               |               |       |       |           |           |                   |                   |           |           |          |
| 1.ª                                                                                | 2001-02       | 18            | 8     | —     | —         | —         | —                 | 18                | 8         | 0,44      |          |
| 1.ª                                                                                | 2002-03       | 30            | 5     | 2     | 4         | —         | —                 | 32                | 9         | 0,28      |          |
| 1.ª                                                                                | 2003-04       | 29            | 4     | 3     | 0         | —         | —                 | 32                | 4         | 0,13      |          |
| 1.ª                                                                                | 2004-05       | 3             | 0     | —     | —         | —         | —                 | 3                 | 0         | 0,00      |          |
| Total club                                                                         | Total club    | 80            | 17    | 5     | 4         | 0         | 0                 | 85                | 21        | 0,25      |          |
| Coventry City Inglaterra                                                           |               |               |       |       |           |           |                   |                   |           |           |          |
| 1.ª                                                                                | 2004-05       | 30            | 11    | 3     | 1         | —         | —                 | 33                | 12        | 0,36      |          |
| 1.ª                                                                                | 2005-06       | 25            | 10    | 4     | 1         | —         | —                 | 29                | 11        | 0,38      |          |
| 1.ª                                                                                | 2006-07       | 23            | 5     | 3     | 1         | —         | —                 | 26                | 6         | 0,23      |          |
| Total club                                                                         | Total club    | 78            | 26    | 10    | 3         | 0         | 0                 | 88                | 29        | 0,33      |          |
| Derby County Inglaterra                                                            |               |               |       |       |           |           |                   |                   |           |           |          |
| 1.ª                                                                                | 2005-06       | 7             | 0     | —     | —         | —         | —                 | 7                 | 0         | 0,00      |          |
| Total club                                                                         | Total club    | 7             | 0     | 0     | 0         | 0         | 0                 | 7                 | 0         | 0,00      |          |
| Sunderland AFC Inglaterra                                                          |               |               |       |       |           |           |                   |                   |           |           |          |
| 1.ª                                                                                | 2006-07       | 15            | 4     | —     | —         | —         | —                 | 15                | 4         | 0,27      |          |
| 1.ª                                                                                | 2007-08       | 1             | 1     | —     | —         | —         | —                 | 1                 | 1         | 1,00      |          |
| Total club                                                                         | Total club    | 15            | 5     | 0     | 0         | 0         | 0                 | 16                | 5         | 0,31      |          |
| Southampton FC Inglaterra                                                          |               |               |       |       |           |           |                   |                   |           |           |          |
| 1.ª                                                                                | 2007-08       | 40            | 19    | 2     | 0         | —         | —                 | 42                | 19        | 0,42      |          |
| 1.ª                                                                                | 2008-09       | 7             | 0     | 3     | 1         | —         | —                 | 10                | 1         | 0,10      |          |
| Total club                                                                         | Total club    | 47            | 19    | 5     | 1         | 0         | 0                 | 52                | 20        | 0.26      |          |
| Bristol City Inglaterra                                                            |               |               |       |       |           |           |                   |                   |           |           |          |
| 1.ª                                                                                | 2008-09       | 24            | 2     | 2     | 0         | —         | —                 | 26                | 2         | 0,08      |          |
| Total club                                                                         | Total club    | 24            | 2     | 2     | 0         | 0         | 0                 | 26                | 2         | 0,08      |          |
| Crystal Palace FC Inglaterra                                                       |               |               |       |       |           |           |                   |                   |           |           |          |
| 1.ª                                                                                | 2009-10       | 16            | 2     | —     | —         | —         | —                 | 16                | 2         | 0,13      |          |
| Total club                                                                         | Total club    | 16            | 2     | 0     | 0         | 0         | 0                 | 16                | 2         | 0,13      |          |
| Ipswich Town Inglaterra                                                            |               |               |       |       |           |           |                   |                   |           |           |          |
| 1.ª                                                                                | 2009-10       | 7             | 1     | 2     | 0         | —         | —                 | 9                 | 1         | 0,11      |          |
| Total club                                                                         | Total club    | 7             | 1     | 2     | 0         | 0         | 0                 | 9                 | 1         | 0,11      |          |
| Total carrera                                                                      | Total carrera | Total carrera | 411   | 142   | 37        | 13        | 0                 | 0                 | 448       | 155       | 0,35     |
| (1)Incluye datos de la Copa México (1995-97), FA Cup (2005-06), EFL Cup (2005-06). |               |               |       |       |           |           |                   |                   |           |           |          |

## Clubes

### Clubes como jugador
| Club                       | País              | Año         |
| -------------------------- | ----------------- | ----------- |
| Columbus Crew              | Estados Unidos    | 1998-1999   |
| Nottingham Forest          | Inglaterra        | 1999-2002   |
| Birmingham City            | Inglaterra        | 2002-2004   |
| Coventry City              | Inglaterra        | 2004-2005   |
| Derby County               | Inglaterra        | 2005        |
| Coventry City              | Inglaterra        | 2005-2007   |
| Sunderland AFC             | Inglaterra        | 2007        |
| Southampton FC             | Inglaterra        | 2007-2008   |
| Bristol City               | Inglaterra        | 2008-2009   |
| Southampton FC             | Inglaterra        | 2009        |
| Crystal Palace FC          | Inglaterra        | 2009        |
| Ipswich Town               | Inglaterra        | 2009-2010   |
| Sunderland AFC             | Inglaterra        | 2009        |
| Crystal Palace FC          | Inglaterra        | 2009- 2010  |
| Ipswich Town Football Club | Inglaterra        | 2009 - 2010 |
| North East Stars           | Trinidad y Tobago | 2011 - 2012 |
| Solihull Moors F.C.        | Inglaterra        | 2012 - 2013 |
| WASA F.C.                  | Trinidad y Tobago | 2014 - 2016 |
| Saddle Hill                | Trinidad y Tobago | 2016        |
| Central FC                 | Trinidad y Tobago | 2017        |

### Clubes como entrenador
| Club                     | País              | Año             |
| ------------------------ | ----------------- | --------------- |
| Central FC               | Trinidad y Tobago | 2017 - 2019     |
| Selección Sub-17         | Trinidad y Tobago | 2019 - 2020     |
| Selección de Anguila     | Anguila           | 2020 - 2022     |
| Selección de Santa Lucia | Santa Lucía       | 2022 - presente |

## Palmarés
Campeonatos nacionales 
| Título                       | Club            | País       | Año  |
| ---------------------------- | --------------- | ---------- | ---- |
| Football League Championship | Birmingham City | Inglaterra | 2002 |
| Football League Championship | Sunderland AFC  | Inglaterra | 2007 |

 Distinciones individuales 
- Bota de Oro de la MLS: 1998
- Once Ideal de la MLS: 1998

- Datos: Q445801
- Multimedia: Stern John / Q445801